# Sieben Jahre Glück
Sieben Jahre Glück ist eine deutsche Filmkomödie aus dem Jahre 1942 von Ernst Marischka, die Fortsetzung seines Erfolgslustspiels Sieben Jahre Pech von 1940. Neben Hans Moser, Theo Lingen und Wolf Albach-Retty, die schon im ersten Film die männlichen Hauptrollen spielten, kam  Hannelore Schroth in der weiblichen Hauptrolle hinzu.

## Handlung
Die Handlung schließt an die von Sieben Jahre Pech an, die unter anderen damit endet, dass der junge Schriftsteller Heinz Kersten seinen Diener und Freund Paul Griebling von all seinen Aufgaben entbindet. Weitere sieben Jahre vergehen, bis sich Paul und Heinz, der sich zum Schreiben in die Waldeinsamkeit zurückgezogen hat, wiedersehen. Kersten gibt dem Drängen Pauls nach und stellt diesen wieder als seine „gute Seele“ ein. Nachdem Kersten seine einstige siebenjährige Pechsträhne auf Pauls Ungeschick und dem zerschlagenen Spiegel zurückführte, habe er in den vergangenen sieben Jahren nur Glück erlebt, wie er sagt. Unweit der beiden hat sich die junge Nachwuchsautorin Hella Jüttner in einem Gasthof einquartiert. Sie hat soeben ihren ersten Erfolgsroman veröffentlicht und kommt nun aus dem Geldzählen kaum mehr heraus. Paul überredet Hella nach beider Begegnung, ihr Geld doch lieber auf einer Bank einzuzahlen und ist gern bereit, ihr dabei zu helfen.
Auf dem Weg zur Bank in die Stadt begegnet Paul seinem einstigen Kumpan, dem Tierarzt Dr. Teisinger. Dies ist der Beginn einer langen Pechsträhne, diesmal aber für Paul. Denn erst fällt er beim Angeln in den Fluss, dann fängt er sich infolgedessen auch noch eine Ohrenentzündung ein und muss in Behandlung. Der Facharzt verschließt Pauls Ohren für mehrere Stunden, sodass nunmehr Freund August zu seinem Gehör wird. Dies bedeutet Chaos, denn beim Betreten der Bank, in der Paul Hellas Bucheinkünfte einzahlen will, bekommt keiner der beiden mit, dass man in einen Überfall geraten ist. Stocktaub, hält Paul die beiden Bankräuber für Angestellte und drückt ihnen in seiner Einfalt Hellas Geld in die Hand. Die Verbrecher türmen. Die kurz darauf eintreffende Polizei hält Paul und August für die Bankräuber und nimmt die beiden fest. Erst auf dem Revier lässt sich der Irrtum aufklären, und die beiden Unglücksraben August und Paul werden wieder auf freien Fuß gelassen.
Nun ist es an Paul, der armen Hella, die sich soeben mit Heinz angefreundet hat, zu erklären, dass das ihm anvertraute Geld aus den Buchverkäufen futsch ist. Die ist stinksauer, verlässt daraufhin ihr Hotel und zieht in eine neue Bleibe, dem Savoy-Hotel, um. Heinz will der blanken Hella helfen und bittet seinen Verlag um einen Vorschuss auf sein nächstes Buch. Im Savoy treffen die beiden wieder aufeinander und verlieben sich. Paul unternimmt derweil alles, um für Hella das durch seine Schuld verlustig gegangene Geld aufzutreiben; ja, er nimmt sogar einen Job als Stierkämpfer an. Der Zufall will es, dass Paul und August tags darauf wieder auf die beiden Bankräuber treffen. Die hatten das erbeutete Geld, um von der Polizei nicht auf frischer Tat ertappt zu werden, während des Überfalls in Pauls Jackenfutter versteckt. Paul und August fördern einige gestohlene Schmuckstücke zu Tage und wollen diese bei der Polizei abgeben, immer die beiden Ganoven auf ihren Fersen. Dann schließlich findet sich auch Hellas Geld in Pauls Jackett an, und die Polizei kann die Bankräuber endlich festnehmen. Hella bekommt ihr Geld zurück, und aus ihr und Heinz wird endlich ein Paar.

## Produktionsnotizen
Die Dreharbeiten zu Sieben Jahre Glück begannen am 20. November 1941 mit den Atelieraufnahmen in den römischen Cinecittà-Studios. Von Mitte Januar bis Anfang April 1942 folgten die Außenaufnahmen, die gleichfalls in dem mit Hitler-Deutschland verbündeten Italien entstanden. Am 9. Oktober 1942 erfolgte die Uraufführung in mehreren Berliner Lichtspielhäusern. Bavaria-Produzent Heinrich Haas übernahm auch die Herstellungs- und die Produktionsleitung. Die Filmbauten schuf Piero Filippone. Für den Ton sorgte Bruno Brunacci. Hans Moser sang in diesem Film – ausgerechnet in einer spanischen Bodega – das Wienerlied „Einmal in der Woche fall i um“ aus der Feder Karl Föderls. Obwohl die Kritiken alles in allem längst nicht so begeistert ausfielen wie noch zwei Jahre zuvor bei Sieben Jahre Pech (siehe unten), wurde auch diese Fortsetzung ein großer Kassenerfolg. Die Produktionskosten betrugen 1.024.000 RM, die Einnahmen lagen bis April 1943 bei 2.497.000 RM. Da in Italien produziert, wurde von diesem Film auch eine italienischsprachige Version hergestellt. Sie trug den Titel Sette anni di felicità und hatte dieselben Darsteller mit Ausnahme von Hannelore Schroth: Ihre Rolle übernahm die Italienerin Vivi Gioi.

## Kritiken
Der Film erhielt Kritiken, die nicht immer ganz so euphorisch ausfielen wie noch beim Vorgängerfilm. Nachfolgend fünf Beispiele:
Die Kleine Volks-Zeitung nannten den Streifen „Eine Sache für die Lachlustigen, für die Freunde harmlosen Humors und für die Liebhaber grotesker Situationskomik“ und befand: „Das bewährte Komikerduo Theo Lingen-Hans Moser, das sich in diesem lustigen Film neuerlich bewährt, gibt die Gewähr dafür, daß die eingangs erwähnte Charakteristik bestens zur Geltung kommt.“ Ferner attestierte der Rezensent dem Liebespaar Albach-Retty/Schroth eine „erfrischende(r) Natürlichkeit“.
Die Illustrierte Kronen-Zeitung war deutlich kritischer. Hier war zu lesen: „Theo Lingen und Hans Moser sind nach besten Kräften bemüht, aus den recht bedenkenlos zusammengetragenen grotesken Situationen möglichst große komischen Wirkungen herauszuholen. (…) Hannelore Schroth und Wolf Albach-Retty geben das etwas farblos im Hintergrund sein Leben fristende Liebespaar mit gutem Aussehen und sympathischem Spiel. (…) Es tritt der seltene Fall ein, daß einem das Pech bedeutend lieber ist als das Glück.“
Für das Neue Wiener Tagblatt war Sieben Jahre Glück ein „grotesker Filmschwank“. Weiters schrieb der Kritiker: „Der turbulente Szenenwechsel und vor allem das urkomische Spiel Theo Lingens und Hans Mosers, zweier beliebter Meister entfesseln Lachstürme. Die Szenen auf dem Floß, beim Fischfang, beim Ohrenarzt … all das läßt die überschäumende Stimmung nicht zur Ruhe kommen. Unwahrscheinlich wie das operettenhafte Spanien … ist die ganze Handlung … dank dem Drehbuch und der Spielleitung Ernst Marischkas. Eine ansprechend-witzige Liebeshandlung ist mit hineinverwoben. (…) Wie gesagt, Logik darf man nicht erwarten, aber zwei Stunden lang alles vergessen lassendes Lachen.“
Das NS-Parteiblatt Völkischer Beobachter meinte: „Theo Lingen und Hans Moser …reihen Situationskomik an Situationskomik, und was dazwischen das Pärchen Wolf Albach-Retty und Hannelore Schroth anstellt, um sich zu kriegen, genügt gerade um zwischen den Lachsalven heitere Atempausen einzulegen.“
Im Lexikon des Internationalen Films heißt es: „Eine Angelpartie, an Bankräuber verlorenes Geld, eine irrige Inhaftierung, die Jagd nach der verlorenen Geldsumme sowie eine alberne Stierkampfeinlage sind die Handlungssegmente eines wenig originellen Films, der bestenfalls harmloses Vergnügen bereitet.“